# 科尔蒂斯参议员镇
科尔蒂斯参议员镇是巴西米纳斯吉拉斯州的一个市镇。总面积98.43平方公里，总人口2011人，人口密度20.4人/平方公里。